# Центральноафриканско-чадские отношения
Центральноафриканско-чадские отношения — двусторонние дипломатические отношения между Центральноафриканской Республикой и Чадом. Протяжённость государственной границы между странами составляет 1556 км.

## История
Отношения Чада с Центральноафриканской Республикой не являются дружественными, но две страны, как правило, находятся в хороших отношениях. Центральноафриканская Республика является важным соседом Чада и между странами был заключен ряд соглашений, касающихся торговли, транспорта и коммуникаций. 
В конце 1960-х годов президент Чада Франсуа Томбалбай поссорился с президентом Центральноафриканской Республики Жан-Беделем Бокассой из-за различий во взглядах по созданию проекта Центрального африканского таможенного союза, что привело к закрытию их общей границы. После этих событий, Центральноафриканская Республика оставалась достаточно долго в стороне от экономических и политических проблем Чада. 
В 1980-х годах чадские беженцы перешли границу и вступили на территорию Центральноафриканской Республики. Ситуация в лагерях беженцев тщательно отслеживалась чадской спецслужбой DDS при режиме Хиссена Хабре, контролировалась также контрабандная торговля. Политическая нестабильность Чада является серьёзной проблемой для Банги, так как отголоски конфликта на территории соседнего государства находят своё продолжение вдоль всей северной границы Центральноафриканской Республики. С 2004 года Чад разместил на своей территории порядка 45 000 беженцев из ЦАР после начала гражданской войны в этой стране.